# Rollenzolder
Een rollenzolder is een beloopbare vloer (bestaande uit houten latten, stalen roosters of lamellenprofielen) die zich boven een theatertoneel bevindt helemaal aan de bovenkant van de toneeltoren. Vanaf deze plaats kunnen de 'rollen' (een beter woord is 'schijven') en de horizontaal verlopende staalkabels van de trekken bereikt worden voor inspectie en onderhoud. 
In Angelsaksische theaters worden er ook losse 'rollen' ('spotblocks') op de rollenzoldervloer ('grid') geplaatst om vandaar een 'punttrek' te kunnen vormen. 
Sinds begin deze eeuw is er een ontwikkeling op gang gekomen om op de rollenzolder verplaatsbare punttrekken te gebruiken. Dit is een lier met één enkele kabel die een computergestuurde punttrek vormt. De lier wordt in een frame gemonteerd en kan op elke gewenste positie op de rollenzolder worden geplaatst. De takelkop (haak) wordt door een opening door de vloer geleid. Roostervloeren worden om deze reden uitgevoerd met een rooster die een maaswijdte van 10 cm heeft. Een nieuwe ontwikkeling is de zogenaamde lamellenvloer, waarbij metalen stroken scharnierbaar als loopvloer zijn uitgevoerd. Door het openen van een lamel ontstaat een sleuf waar de takelkop of lierkop door geleid kan worden.   
De verplaatsbare lieren op de rollenzolder zijn voor hun hijsvermogen beperkt door het draagvermogen van de rooster- of lamellenvloeren waar ze op staan. Meestal zijn dit soort 'punttrekken' beperkt tot ca. 200kg nominaal hijsvermogen. 
Een andere toepassing van de rollenzolder is het installeren van 'slingerbalken' of 'portaalkranen' aan de bovenliggende draagconstructies. Met behulp van elektrische kettingtakels kunnen dan grotere (punt-)lasten verplaatst kunnen worden dan met de decortrekken of de verplaatsbare lieren mogelijk is. 
Men dient bij het ontwerp van punttrekken en verplaatsbare lieren rekening te houden met de verhoogde veiligheidsfactor 10 voor het hijsen boven personen.